# Анрі Камара
Анрі́ Камара́ (фр. Henri Camara, нар. 10 травня 1977, Дакар) — сенегальський футболіст, що грав на позиції нападника.
Виступав за ряд англійських та грецьких клубів, а також національну збірну Сенегалу, з якою був учасником чемпіонату світу 2002 року та п'яти кубків африканських націй і з 99 матчами став рекордсменом за кількістю проведених ігор за збірну, а з 29 голами — її найкращим бомбардиром в історії.

## Клубна кар'єра
Анрі народився в Дакарі в родині гвінейця і сенегалки. У дорослому футболі дебютував виступами на батьківщині за команду клубу «Діараф», в якій провів два сезони.
У 1998 році перейшов у французький клуб «Страсбур», втім в основну команду йому потрапити не вдалося і грав тільки за дублюючий склад.
У липні 1999 року перейшов у Швейцарський «Ксамакс». У сезоні 1999/00 клуб на першій стадії зайняв 6-е місце і продовжив виступи в чемпіонській групі. «Ксамакс» зайняв підсумкове 7-ме місце. Першу половину сезону 2000/01 футболіст провів у складі «Ксамакса», а другу — в клубі «Грассгоппера», куди перейшов у січні 2001 року, після того, як «Ксамакс» не зміг пробитися в чемпіонську групу. У «Грассгоппері» провів шість місяців і став чемпіоном Швейцарії.
У липні 2001 року, на правах вільного агента перейшов у французький клуб «Седан», який виступав у вищій лізі французького чемпіонату. Відразу ж став гравцем основного складу. Першу гру в чемпіонаті провів 4 серпня 2001 проти «Ліона». Перший гол у чемпіонаті забив 19 серпня 2001 року у ворота команди «Осер». Всього в сезоні 2001/02 провів 25 ігор, забив 8 голів. Відзначився двома дублями у ворота «Лор'яна» і «Генгама». Разом з п'ятьма іншими футболістами, серед яких був Роналдіньйо, розділив 14-те місце в списку бомбардирів чемпіонату. «Седан» зайняв 14-е підсумкове місце. Чемпіонат сезону 2002/03 команда провалила, зайнявши передостаннє місце і вибула з Ліги 1. Футболіст грав у 34-х матчах і забив 14 голів, розділивши з Джибрілем Сіссе 4-й рядок у списку бомбардирів французького чемпіонату. Протягом сезону зробив хет-трик в матчі з «Труа» і зробив дубль у грі з «Ніццою».
У липні 2003 року за 1,5 мільйона фунтів стерлінгів перейшов в англійський «Вулвергемптон», який вигравши чемпіонат Футбольної ліги, вийшов у Прем'єр-лігу. Перший матч Прем'єр-ліги провів 16 серпня 2003 проти «Блекберн Роверз». Перший гол забив 25 жовтня 2003 року у ворота «Лестер Сіті». Вболівальники клубу вибрали Камара найкращим гравцем сезону, втім «вовки» зайняли останнє 20-е місце і вилетіли з Вищої ліги.
Камара не бажав грати на більш низькому рівні і не вийшов на підготовку до сезону, тому у липні 2004 року був відданий в оренду шотландському «Селтіку». Камара стверджував у пресі, що він замінить Генріка Ларссона, який щойно залишив клуб, втім забив лише вісім голів у дванадцяти шести матчах, зокрема зігравши у всіх 6-и матчах групового турніру Ліги чемпіонів, такі не забивши жодного голу і в кінці року покинув шотландський клуб.
Після повернення в січні 2005 року в «Вулвергемптон», вже в лютому був відданий в оренду терміном три місяці в «Саутгемптон». Камара був покликаний для посилення команди, але «Саутгемптон», зайнявши останнє місце, вибув з Прем'єр-ліги.
У серпні 2005 року за 3 мільйони фунтів стерлінгів перейшов в «Віган Атлетік», який зайнявши 2-ге місце в чемпіонаті Футбольної ліги, отримав право грати в Прем'єр-лізі. Перший матч за «Віган» провів 14 серпня в матчі проти «Челсі». Перший гол за команду забив у ворота «Мідлсбро», зрівнявши рахунок на 68-й хвилині. Матч закінчився з рахунком 1:1. Також Камара зробив хет-трик в матчі з «Чарльтон Атлетік» і забив 2 голи в грі з «Астон Віллою». Спільно з Дідьє Дрогба Камара розділив 10-й рядок у списку бомбардирів Прем'єр-ліги (29 ігор, 12 голів), а «Віган» зайняв підсумкове 10-е місце в чемпіонаті. Сезон 2006/07 і команда, і футболіст провели гірше, ніж попередній. Камара у 23 матчах і відзначився 6 разів, а клуб зайняв 17-е місце, набравши 38 очок. Стільки ж було і в «Шеффілд Юнайтед», що понизився у класі, але у «Вігана» була краща різниця забитих і пропущених м'ячів — -22 у «Вігана», -23 у «Шеффілд Юнайтед».
У серпні 2007 року був відданий в річну оренду клубу «Вест Гем Юнайтед», під час якої зіграв в 10-и іграх Прем'єр-ліги. Наступний сезон 2008/09 почав в «Вігані», провівши 17 ігор і забивши 2 голи. У лютому 2009 року був відданий в оренду в «Сток Сіті», який потребував посилення складу, займавши 17-е місце після першого кола. Оренда розрахована була на півроку. Втім у складі «гончарів» камерунець зіграв лише 4 гри до кінця сезону.
Влітку 2009 року отримав статус вільного агента. Був на перегляді в «Галл Сіті», але контракт з клубом укладений не був. Пізніше, у вересні, футболіст був на перегляді в «Шеффілд Юнайтед», що виступав у чемпіонаті Футбольної ліги. Головний тренер команди Кевін Блеквелл був зацікавлений у послугах гравця, але сторони не прийшли до згоди і контракт підписаний не був. Тим не менш, 22 жовтня Камара уклав контракт з «Шеффілд Юнайтед» до кінця сезону 2009/10. Перший вихід на поле відбувся 24 жовтня 2009 року в матчі проти «Кардіфф Сіті». Камара вийшов на поле на 67-й хвилині за рахунку 2:3 і ні чим своїй команді допомогти не зміг. Підсумковий рахунок — 3:4. Перший гол за «Шеффілд Юнайтед» забив 21 листопада у ворота «Пітерборо Юнайтед». «Клинки» перемогли з рахунком 1:0. У підсумку, Анрі зіграв у 23-х матчах, забив 4 голи і зробив 1 гольовий пас. Всі 90 хвилин на полі він провів тільки в двох матчах. Команда зайняла 8-ме підсумкове місце.
По закінченні сезону 2009/10, на правах вільного агента, сенегалець уклав контракт строком на один рік згрецьким «Атромітосом». З 2011 року виступав за «Панетолікос», куди перейшов як вільний агент. У складі нового клубу провів наступні три роки своєї кар'єри гравця. Граючи у складі «Панетолікоса» також здебільшого виходив на поле в основному складі команди, зігравши понад сто матчів у чемпіонаті.
12 травня 2014 року Камара підписав річну угоду року з «Каллоні», втім вже 1 лютого 2015 року покинув клуб і на наступний день став гравцем чергового грецького клубу ПАС Ламія 1964, де і закінчив сезон у другому за рівнем дивізіоні країни.
18 серпня 2015 року Камара повернувся до «Панетолікоса», підписавши однорічний контракт. Втім цього разу заграти у складі команди не зумів, через що 18 січня 2016 року угода була розірвана за згодою сторін, після чого камерунець повернувся у другий грецький дивізіон у клуб «Аполлон Смірніс», намагаючись отримати більше ігрового часу, щоб досягти цифри у 100 матчів за збірну Сенегалу.
У сезоні 2017/18 років виступав за клуб третього грецького дивізіону «Фостірас», після чого у серпні 2018 року оголосив про завершення кар'єри футболіста у віці 41 року.

## Виступи за збірну
28 лютого 1999 року дебютував в офіційних матчах у складі національної збірної Сенегалу проти Нігерії, а вже наступного року у складі збірної був учасником Кубка африканських націй 2000 року у Гані та Нігерії, дійшовши з командою до чвертьфіналу, а на наступному Кубку африканських націй 2002 року у Малі разом з командою здобув «срібло». На обох турнірах був основним гравцем, зігравши у всіх матчах.
Зі збірною був учасником історичного першого для команди чемпіонату світу 2002 року в Японії і Південній Кореї. На дебютному для себе «мундіалі» сенегальці обіграли в матчі відкриття діючих чемпіонів світу французів, а потім зігравши внічию з Данією і Уругваєм вийшли в 1/8 фіналу з другого місця в групі. У матчі 1/8 фіналу проти Швеції Камара спочатку зрівняв рахунок на 38-й хвилині, а на 107-й забив золотий гол, вивівши команду у чвертьфінал, де Сенегал поступився збірній Туреччини.
Згодом зі збірною був учасником ще трьох континентальних першостей — Кубка африканських націй 2004 року у Тунісі, Кубка африканських націй 2006 року в Єгипті та Кубка африканських націй 2008 року у Гані.
Протягом кар'єри у національній команді, яка тривала 10 років, провів у формі головної команди країни 99 матчів, забивши 29 голів. Є рекордсменом і за кількістю проведених ігор, і за кількістю забитих м'ячів.

## Статистика виступів

### Статистика виступів за збірну
| Дата       | Місто          | Господарі        | Результат | Гості            | Турнір                                             | Голи | Примітки |
| ---------- | -------------- | ---------------- | --------- | ---------------- | -------------------------------------------------- | ---- | -------- |
| 23-01-1999 | Бужумбура      | Сенегал          | 1 – 1     | Буркіна-Фасо     | Відбір до Кубка африканських націй 2000            | -    |          |
| 6-06-1999  | Уагадугу       | Буркіна-Фасо     | 2 – 2     | Сенегал          | Відбір до Кубка африканських націй 2000            | 1    |          |
| 18-07-1999 | Дакар          | Сенегал          | 6 – 2     | Еритрея          | Відбір до Кубка африканських націй 2000            | -    |          |
| 30-07-1999 | Хараре         | Зімбабве         | 2 – 1     | Сенегал          | Відбір до Кубка африканських націй 2000            | -    |          |
| 19-06-1999 | Уагадугу       | Сенегал          | 1 – 0     | Буркіна-Фасо     | Відбір до Кубка африканських націй 2000            | -    |          |
| 8-08-1999  | Дакар          | Сенегал          | 2 – 1     | Зімбабве         | Відбір до Кубка африканських націй 2000            | -    |          |
| 21-08-1999 | Асмера         | Еритрея          | 0 – 2     | Сенегал          | Відбір до Кубка африканських націй 2000            | 1    |          |
| 25-01-2000 | Кано           | Сенегал          | 3 – 1     | Буркіна-Фасо     | Кубок африканських націй 2000 - 1-й етап           | 1    |          |
| 28-01-2000 | Кано           | Єгипет           | 1 – 0     | Сенегал          | Кубок африканських націй 2000 - 1-й етап           | -    |          |
| 1-02-2000  | Лагос          | Замбія           | 2 – 2     | Сенегал          | Кубок африканських націй 2000 - 1-й етап           | 1    |          |
| 28-01-2000 | Кано           | Єгипет           | 1 – 0     | Сенегал          | Кубок африканських націй 2000 - 1-й етап           | -    |          |
| 7-02-2000  | Лагос          | Нігерія          | 2 – 1     | Сенегал          | Кубок африканських націй 2000 - чвертьфінал        | -    |          |
| 16-06-2000 | Аннаба         | Алжир            | 1 – 1     | Сенегал          | Відбір до ЧС 2002                                  | -    |          |
| 9-07-2000  | Дакар          | Сенегал          | 0 – 0     | Єгипет           | Відбір до ЧС 2002                                  | -    |          |
| 10-03-2001 | Дакар          | Сенегал          | 4 – 0     | Намібія          | Відбір до ЧС 2002                                  | 1    |          |
| 24-03-2001 | Дакар          | Сенегал          | 4 – 0     | Уганда           | Відбір до ЧС 2002                                  | 1    |          |
| 21-04-2001 | Дакар          | Сенегал          | 3 – 0     | Алжир            | Відбір до ЧС 2002                                  | -    |          |
| 6-05-2001  | Каїр           | Єгипет           | 1 – 0     | Сенегал          | Відбір до ЧС 2002                                  | -    |          |
| 14-07-2001 | Дакар          | Сенегал          | 1 – 0     | Марокко          | Відбір до ЧС 2002                                  | -    |          |
| 21-07-2001 | Віндгук        | Намібія          | 0 – 5     | Сенегал          | Відбір до ЧС 2002                                  | -    |          |
| 30-12-2001 | Дакар          | Сенегал          | 1 – 0     | Алжир            | товариський матч                                   | 1    |          |
| 6-06-2002  | Тегу           | Сенегал          | 1 – 1     | Данія            | ЧС 2002 - 1-й етап                                 | -    |          |
| 11-06-2002 | Сувон          | Сенегал          | 3 – 3     | Уругвай          | ЧС 2002 - 1-й етап                                 | -    |          |
| 16-06-2002 | Ойта           | Швеція           | 1 – 2     | Сенегал          | ЧС 2002 - 1/8 фіналу                               | 2    |          |
| 22-06-2002 | Осака          | Сенегал          | 0 – 1     | Туреччина        | ЧС 2002 - чвертьфінал                              | -    |          |
| 8-09-2002  | Масеру         | Лесото           | 0 – 1     | Сенегал          | Відбір до Кубка африканських націй 2004            | 1    |          |
| 20-01-2002 | Бамако         | Єгипет           | 0 – 1     | Сенегал          | Кубок африканських націй 2002 - 1-й етап           | -    |          |
| 4-02-2002  | Бамако         | Сенегал          | 2 – 0     | ДР Конго         | Кубок африканських націй 2002 - чвертьфінал        | -    |          |
| 10-02-2002 | Бамако         | Сенегал          | 0 – 0     | Камерун          | Кубок африканських націй 2002 - Фінал              | -    |          |
| 30-03-2003 | Банжул         | Гамбія           | 0 – 0     | Сенегал          | Відбір до Кубка африканських націй 2004            | -    |          |
| 7-06-2003  | Дакар          | Сенегал          | 3 – 1     | Гамбія           | Відбір до Кубка африканських націй 2004            | 1    |          |
| 14-06-2003 | Дакар          | Сенегал          | 3 – 0     | Лесото           | Відбір до Кубка африканських націй 2004            | 2    |          |
| 26-01-2004 | Туніс (місто)  | Сенегал          | 0 – 0     | Буркіна-Фасо     | Кубок африканських націй 2004 - 1-й етап           | -    |          |
| 30-01-2004 | Бізерта        | Сенегал          | 3 – 0     | Кенія            | Кубок африканських націй 2004 - 1-й етап           | -    |          |
| 2-02-2004  | Туніс (місто)  | Сенегал          | 1 – 1     | Малі             | Кубок африканських націй 2004 - 1-й етап           | -    |          |
| 7-02-2004  | Радес          | Туніс            | 1 – 0     | Сенегал          | Кубок африканських націй 2004 - чвертьфінал        | -    |          |
| 5-06-2004  | Дакар          | Сенегал          | 2 – 0     | Республіка Конго | Відбір до ЧС 2006                                  | -    |          |
| 20-06-2004 | Ломе           | Того             | 3 – 1     | Сенегал          | Відбір до ЧС 2006                                  | -    |          |
| 3-07-2004  | Дакар          | Сенегал          | 1 – 0     | Замбія           | Відбір до ЧС 2006                                  | -    |          |
| 18-08-2004 | Авіньйон       | Кот-д'Івуар      | 2 – 1     | Сенегал          | товариський матч                                   | 1    |          |
| 5-09-2004  | Бамако         | Малі             | 2 – 2     | Сенегал          | Відбір до ЧС 2006                                  | 1    |          |
| 10-10-2004 | Paynesville    | Ліберія          | 0 – 3     | Сенегал          | Відбір до ЧС 2006                                  | 2    |          |
| 26-03-2005 | Дакар          | Сенегал          | 6 – 1     | Ліберія          | Відбір до ЧС 2006                                  | 1    |          |
| 5-06-2005  | Браззавіль     | Республіка Конго | 0 – 0     | Сенегал          | Відбір до ЧС 2006                                  | -    |          |
| 18-06-2005 | Дакар          | Сенегал          | 2 – 2     | Того             | Відбір до ЧС 2006                                  | 1    |          |
| 8-10-2005  | Дакар          | Сенегал          | 3 – 0     | Малі             | Відбір до ЧС 2006                                  | 2    |          |
| 23-01-2006 | Порт-Саїд      | Зімбабве         | 0 – 2     | Сенегал          | Кубок африканських націй 2006 - 1-й етап           | 1    |          |
| 27-01-2006 | Порт-Саїд      | Гана             | 0 – 1     | Сенегал          | Кубок африканських націй 2006 - 1-й етап           | -    |          |
| 31-01-2006 | Порт-Саїд      | Нігерія          | 2 – 1     | Сенегал          | Кубок африканських націй 2006 - 1-й етап           | 1    |          |
| 3-02-2006  | Александрія    | Гвінея           | 2 – 3     | Сенегал          | Кубок африканських націй 2006 - чвертьфінал        | 1    |          |
| 7-02-2006  | Каїр           | Єгипет           | 2 – 1     | Сенегал          | Кубок африканських націй 2006 - півфінал           | -    |          |
| 9-02-2006  | Каїр           | Сенегал          | 0 – 1     | Нігерія          | Кубок африканських націй 2006 - матч за 3-тє місце | -    |          |
| 18-08-2006 | Дакар          | Сенегал          | 0 – 1     | Кот-д'Івуар      | товариський матч                                   | -    |          |
| 7-10-2006  | Дакар          | Сенегал          | 1 – 0     | Буркіна-Фасо     | Відбір до Кубка африканських націй 2008            | -    |          |
| 23-01-2008 | Тамале (місто) | Туніс            | 2 – 2     | Сенегал          | Кубок африканських націй 2008 - 1-й етап           | -    |          |
| 27-01-2008 | Тамале (місто) | Сенегал          | 1 – 3     | Ангола           | Кубок африканських націй 2008 - 1-й етап           | -    |          |
| 31-01-2008 | Кумасі         | Сенегал          | 1 – 1     | ПАР              | Кубок африканських націй 2008 - 1-й етап           | 1    |          |
| 31-05-2008 | Дакар          | Сенегал          | 1 – 0     | Алжир            | Відбір до ЧС 2010                                  | -    |          |
| 8-06-2008  | Банжул         | Гамбія           | 0 – 0     | Сенегал          | Відбір до ЧС 2010                                  | -    |          |
| 15-06-2008 | Paynesville    | Ліберія          | 2 – 2     | Сенегал          | Відбір до ЧС 2010                                  | -    |          |
| 21-06-2008 | Дакар          | Сенегал          | 3 – 1     | Ліберія          | Відбір до ЧС 2010                                  | 1    |          |
| 15-09-2008 | Бліда          | Алжир            | 3 – 2     | Сенегал          | Відбір до ЧС 2010                                  | -    |          |
| 11-10-2008 | Дакар          | Сенегал          | 1 – 1     | Гамбія           | Відбір до ЧС 2010                                  | -    |          |
| Усього     |                | Матчів (1 місце) | 99        |                  | Голів (1 місце)                                    | 29   |          |

## Титули і досягнення
- Чемпіон Швейцарії (1):

«Грассгоппер»: 2000–01
- Срібний призер Кубка африканських націй: 2002

- Футболіст року у «Вулвергемптоні»: 2004